# Hartland (Connecticut)
Hartland város az USA Connecticut államában, Hartford megyében. Lakosainak száma 1901 fő (2020. április 1.).

## Népesség
A település népességének változása:

| 2010 | 2 114 |
| 2020 | 1 901 |